# Constitution ukrainienne de 1996
Lire en ligne

Lire sur le site du Parlement
Traduction française sur le site de la digithèque de l'université de Perpignan

Constitution de 1978
La Constitution de l'Ukraine (ukrainien : Конституція України) est la loi fondamentale de l’Ukraine. La Constitution en vigueur est adoptée et ratifiée lors de la 5e session de la Rada (Parlement) de l’Ukraine le 28 juin 1996.

## Les précédentes Constitutions
Dès 1731, Voltaire observe dans son ouvrage Histoire de Charles XII, roi de Suède : « L'Ukraine a toujours aspiré à être libre ». Si l'idée de Constitution surgit en Ukraine dès le début du XVIIIe siècle, l'adoption d'un texte juridique opérationnel n'a lieu que dans la seconde partie du XXe siècle.

### Pactes et Constitutions des lois et libertés de l'Armée Zaporogue
En 1710, les dirigeants cosaques de l'Ukraine, dirigés par l'hetman Pylyp Orlyk, en exil en territoire ottoman, adoptent un document intitulé « Pactes & Constitutions des lois et libertés de l'Armée Zaporogue » qui se présente à la fois comme un programme de libération et comme un texte normatif. Il témoigne de la pensée politique des élites cosaques de l'époque, de leur  patriotisme ukrainien et de leurs aspirations à une monarchie élective parlementaire. Certains auteurs considèrent de ce fait ces « Pactes » comme la première constitution d'Europe et même du monde.

### Constitution de la Rada centrale en Ukraine (1917-1918)
Au moment de la Révolution Russe, une assemblée, installée à Kiev, prend le nom de « Rada centrale Ukrainienne ». Elle donne au nouvel État une base juridique par une série de déclarations, résolutions, proclamations portant le nom d'« Universal », lois diverses, dont l'ensemble constituera la Constitution de la République populaire. Les 16/29 juillet 1917, la Rada centrale adopte le « Statut de l'organe exécutif suprême de l'Ukraine » qui constitue le premier texte relatif à la réalisation de l'autonomie ukrainienne. Le IIIe « Universal » des 7/20 novembre 1917 proclame la création de la république populaire d'Ukraine et décide la convocation d'une Assemblée nationale constituante. La nouvelle République établit des relations diplomatiques avec les différents pays d'Europe. Mais le Soviet des commissaires du peuple lui déclare la guerre le 17 décembre 1917 et la Garde rouge investit Kiev. Le 29 avril 1918, la Rada centrale proclame cependant la Constitution populaire d'Ukraine sous le nom de « Statut de l'organisation de l'État, des droits et des libertés de la république populaire d'Ukraine » avec un parlement monocaméral et l'attribution de droits importants aux minorités nationales. Cette constitution n'est jamais appliquée, car le 30 avril 1918, le général Skoropadsky s'empare du pouvoir et devient Hetman d'Ukraine jusqu'au 14 décembre 1918.

### La république populaire d'Ukraine occidentale (1918-1921)
Le 18 octobre 1918, un Conseil national ukrainien (Rada) est formé, composé de membres ukrainiens du Parlement autrichien et des diètes régionales de Galicie et de Bucovine ainsi que des dirigeants politiques. Ce conseil annonce l'intention de réunir les terres de l'Ouest ukrainien en un seul État. L'archiduc Guillaume de Habsbourg-Lorraine, qui adopte l'identité ukrainienne et se considère comme un patriote ukrainien, envoie deux régiments en garnison à Lviv. Au cours de la nuit du 31 octobre au 1er novembre, le capitaine Dmytro Vitovsky prend le contrôle de la ville. La république populaire d'Ukraine occidentale est proclamée le 1er novembre 1918, avec Lviv pour capitale.
La nouvelle république revendique sa souveraineté sur la Galicie orientale et les Carpates, jusqu'à la ville de Nowy Sącz, à l'ouest, ainsi que sur la Bucovine. Les Polonais ripostent et se livrent au pogrom des quartiers juifs et ukrainiens. De mars à juin 1918, Polonais et Ukrainiens sont en guerre. Un cessez-le-feu est signé le 17 juillet 1919 qui accorde la Galicie orientale à la Pologne. Un gouvernement de la république populaire d'Ukraine occidentale s'exile à Vienne.
Le 23 février 1921, le Conseil de la Société des Nations déclare que la Pologne n'ayant pas de mandat en Galicie et que la Pologne est simplement une puissance militaire occupante. Mais dès le 14 mars 1923, la Société des Nations décide que la Galicie orientale est incorporée à la Pologne avec un statut d'autonomie qui n'est en réalité jamais mis en place.
La république populaire d'Ukraine occidentale cesse d'exister le 14 mars 1923.

### La république socialiste soviétique d'Ukraine (1922-1991)
Pendant la période soviétique, l'Ukraine connait quatre constitutions successives. La première (1919), écrite en russe, définit la nature communiste du régime. Une nouvelle constitution est adoptée le 15 mai 1929, après la nouvelle politique économique (NEP) et la constitution, en 1924, d'une République socialiste soviétique autonome moldave. Le texte est rédigé en ukrainien, comme pour la constitution suivante de 1937. La dernière constitution (1978), calquée sur la Constitution de 1977 de l'URSS reste en vigueur jusqu'à l'entrée en vigueur de la Constitution de l'Ukraine en 1996, après la dislocation de l'URSS.

## Le régime constitutionnel de l'Ukraine en vigueur

### Génèse (1992-1996)
Dès juillet 1991 et avant même l'élaboration d'une nouvelle constitution, le Soviet suprême de la république socialiste soviétique d'Ukraine retient l'instauration d'une présidence à l'image de la présidence de l'URSS créée par Mikhaïl Gorbatchev au printemps 1990. Mais le monde politique ukrainien a beaucoup plus de mal à définir une constitution et celle-ci ne voit le jour qu'en 1996. En effet deux conceptions du nouveau régime politique s'affrontent : une partie de l'élite politique emmenée par Leonid Koutchma (directeur d'une des principales entreprises du complexe militaro-industriel ukrainien qui deviendra président de l'Ukraine en 1994) souhaite un régiment présidentiel se démarquant du régime soviétique mais ce choix est freiné par le poids politique du Soviet suprême. Les pouvoirs exécutif et législatif en place s'affrontent à compter de 1992 sur la question du pouvoir du futur président et des mécanismes de régulation prévus pour gérer les conflits entre le président et le parlement. Une stricte séparation des pouvoirs, à l'image des Etats-Unis est d'abord envisagée puis abandonnée. Les partisans d'un régime présidentiel fort et centralisé, qui l'estiment nécessaire pour mener rapidement les réformes économiques, s'opposent aux partisans d'une présidence aux pouvoirs limités qui puisent leur modèle dans le mythe de la démocratie des soviets réactivé par la perestroïka. Le principe d'un régime présidentiel fort l'emporte comme dans la plupart des États issus de l'éclatement de l'Union soviétique. Deux propositions de constitution sont rejetées par le parlement durant la législature du président Leonid Kravtchouk (2001-2004), issu de l'appareil soviétique, qui a du mal à s'imposer. Koutchma, qui a occupé le poste de premier ministre en 1993, succède en 2004 à Kravtchouk. Il tente d'imposer le principe d'un régime présidentiel en agitant la menace russe et en mettant en avant la nécessité de disposer d'une constitution pour opérer le rapprochement souhaité avec l'Union européenne. Mais face à la résistance du parlement, il accepte un projet de constitution semi-présidentiel.

### Principales caractéristiques

Organigramme des Pouvoirs publics dans la Constitution de l'Ukraine.

La Constitution est adoptée 28 juin 1996 par le Parlement, la Verkhovna Rada d'Ukraine, à la majorité qualifiée, par 315 votes sur 450 votes ; un minimum de 300 voix étant exigé. La constitution actuelle de l'Ukraine, dans sa version 2011, organise un État unitaire décentralisé (titre IX), doté d'un régime démocratique où les droits, libertés et obligations de l'homme et du citoyen sont garantis dans le texte de la constitution (titre II). L’autorité de l’État repose sur la séparation des pouvoirs législatif, exécutif et judiciaire (art. 6). Le régime est de type mixte, présidentiel-parlementaire. La constitution prévoit une stricte séparation des pouvoirs entre le Président et le Parlement. Tous deux sont élus pour un mandat de quatre ans, et aucun ne contrôle le mandat de l’autre. Le gouvernement est subordonné au Président et doit rendre compte au Parlement. Le régime est donc de nature semi-présidentielle, avec un président élu au suffrage universel, sans droit de dissolution et un conseil des ministres responsable devant le législatif, parlement monocaméral, dénommé la Rada suprême d'Ukraine [Verkhovna Rada] (titre IV). La Constitution prévoit le recours au référendum (art. 72 et suiv.). Un pouvoir judiciaire et une cour constitutionnelle indépendants garantissent l'État de droit (titre VIII & XII). La Crimée est régie par un statut d'autonomie particulier, avec une constitution propre, un parlement (Rada) et un conseil des ministres particuliers (titre X).

### Droits, libertés, symboles

Petites armoiries de l'Ukraine.

La déclaration des droits et des libertés est incluse dans les soixante huit premiers articles de la constitution qui reprend, pour l'essentiel, le contenu de la Déclaration universelle des droits de l'homme de 1948. L'État de droit est proclamé (art. 8). La langue officielle est l'ukrainien, mais la protection de la langue russe et d'autres langues des minorités nationales de l'Ukraine est garantie (art. 10). L'établissement de bases militaires étrangères sur le territoire de l'Ukraine est interdit (art. 17). L'État doit assurer la sécurité et l'équilibre écologique. La constitution affirme expressément « vouloir surmonter les conséquences de la catastrophe nucléaire de Tchernobyl – une catastrophe d'ampleur mondiale – et préserver le patrimoine génétique du peuple ukrainien » (art. 16). 
L'article 20 est consacré aux symboles de L’État ukrainien :  le drapeau, les armoiries et l'hymne national. La constitution distingue les petites armoiries (symbole de l'État princier de Vladimir le Grand) des grandes armoiries nationales – qui n'ont pas encore été adoptées,. Le texte retient, pour l'hymne national, la musique composée par Mykhaïlo Verbytsky en y adjoignant des paroles approuvées par une loi de la Rada suprême. Le même article désigne la ville de Kiev comme capitale de l'Ukraine.

### Le pouvoir exécutif

#### Le chef de l'État
Le président de l'Ukraine est le chef de l'État. Il est élu tous les cinq ans par les citoyens ukrainiens au suffrage universel direct par un scrutin uninominal majoritaire à deux tours. Il prête serment devant le président de la Cour constitutionnelle lors d'une séance solennelle de la Rada.
|  | Élection présidentielle ukrainienne de 1991 | Leonid Kravtchouk                                            |
|  | Élection présidentielle ukrainienne de 1994 | Leonid Koutchma                                              |
|  | Élection présidentielle ukrainienne de 1999 | Leonid Koutchma (réélu)                                      |
|  | Élection présidentielle ukrainienne de 2004 | Viktor Ianoukovytch (élection annulée) - Viktor Iouchtchenko |
|  | Élection présidentielle ukrainienne de 2010 | Viktor Ianoukovytch                                          |
|  | Élection présidentielle ukrainienne de 2014 | Petro Porochenko                                             |
|  | Élection présidentielle ukrainienne de 2019 | Volodymyr Zelensky                                           |

#### Le Premier ministre et le Conseil des ministres
Le Premier ministre est le chef du gouvernement ukrainien. Il préside le Conseil des ministres, désigné par la Constitution comme « l'organe suprême du pouvoir exécutif » (titre VI, art. 113). Le conseil des ministres, (auquel appartient le Premier ministre) est responsable devant le président de la République et devant la Rada (art. 87 & 113).

### Le pouvoir législatif

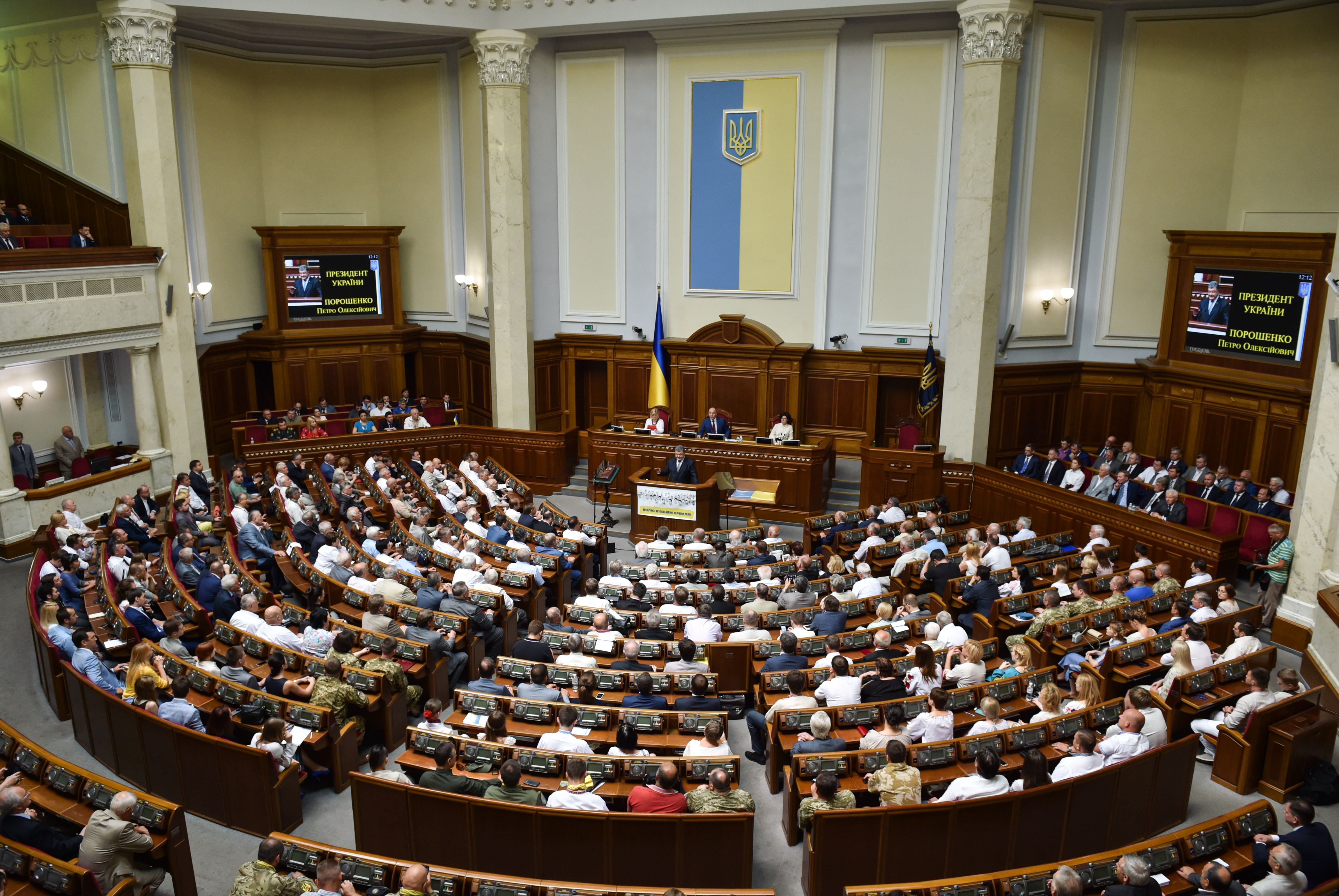
La Rada d'Ukraine.

La Rada est le parlement monocaméral de l'Ukraine. Elle est composée de 450 députés élus pour un mandat de cinq ans selon un mode de scrutin mixte, majoritaire et proportionnel, qui a varié selon les élections. Son président, élu par ses pairs, est le second personnage de l'État en rang protocolaire après le président de l'Ukraine. Elle peut mettre en cause, par une motion de censure, la responsabilité du Premier ministre et de son Conseil des ministres (art. 115).

### Le pouvoir judiciaire
La Constitution ukrainienne et la « Loi sur le Système Judiciaire » instaurent un système juridictionnel classique. Les tribunaux de premier degré  examinent les affaires au fond. Selon la règle du double degré de juridiction, les décisions de première instance sont réexaminées devant des cours d'appel. Les pourvois se font devant les cours de cassation (par exemple, la Cour Suprême de droit commun ou la Cour Suprême de commerce). Un statut exceptionnel est octroyé à la Cour constitutionnelle au titre de cour unique spécialisée en justice constitutionnelle. 

#### Les juridictions de droit commun
Le système judiciaire est réglementé au titre VIII de la Constitution (art. 124-131). La plus haute instance judiciaire est la Cour suprême de l'Ukraine (art. 125). Les juges sont nommés pour la première fois pour une durée de 5 ans avec le droit, à l’expiration et avec l’approbation du Parlement, d’être nommés pour une durée indéterminée, à l'exception des juges à la Cour constitutionnelle (art. 126). Dans les cas déterminés par la loi sont prévus des assesseurs populaires et des jurés. L'indépendance des juges est garantie par un Conseil supérieur de la justice (art. 131). À la suite de plusieurs falsifications des résultats des élections présidentielles, la Cour Suprême a annulé ces résultats et a instauré, pendant la Révolution Orange, un troisième tour afin de déterminer le vainqueur. En pratique, la mise en place d'un système judiciaire efficace et non corrompu s'avère difficile. Au sein du Conseil de l'Europe dont l'Ukraine est devenue le 37e État membre le 9 novembre 1995, la Commission européenne pour l'efficacité de la justice (CEPEJ) évalue chaque année le fonctionnement de l'institution.

#### Le Parquet
Le Parquet de l'Ukraine (Prokuratura), dont il est traité au titre VII, est dirigé par un procureur général, nommé pour 5 ans par le Président avec le consentement de la Rada. Ces deux institutions peuvent aussi mettre fin à ses fonctions. Le Parquet est chargé des poursuites devant les tribunaux, de la représentation des intérêts du citoyen ou de l'État et du contrôle des services d'enquête. Il veille à l'exécution des décisions de justice. 
Le manque d'indépendance de l'institution peut en faire l'instrument de poursuites à caractère politique, comme celles diligentées en 2022 contre l'ex-président Petro Porochenko.  
Durant l'invasion du pays par la Russie (2022), la procureure générale, Iryna Venediktova, dirige les enquêtes pour « crimes de guerre » .

#### La Cour constitutionnelle

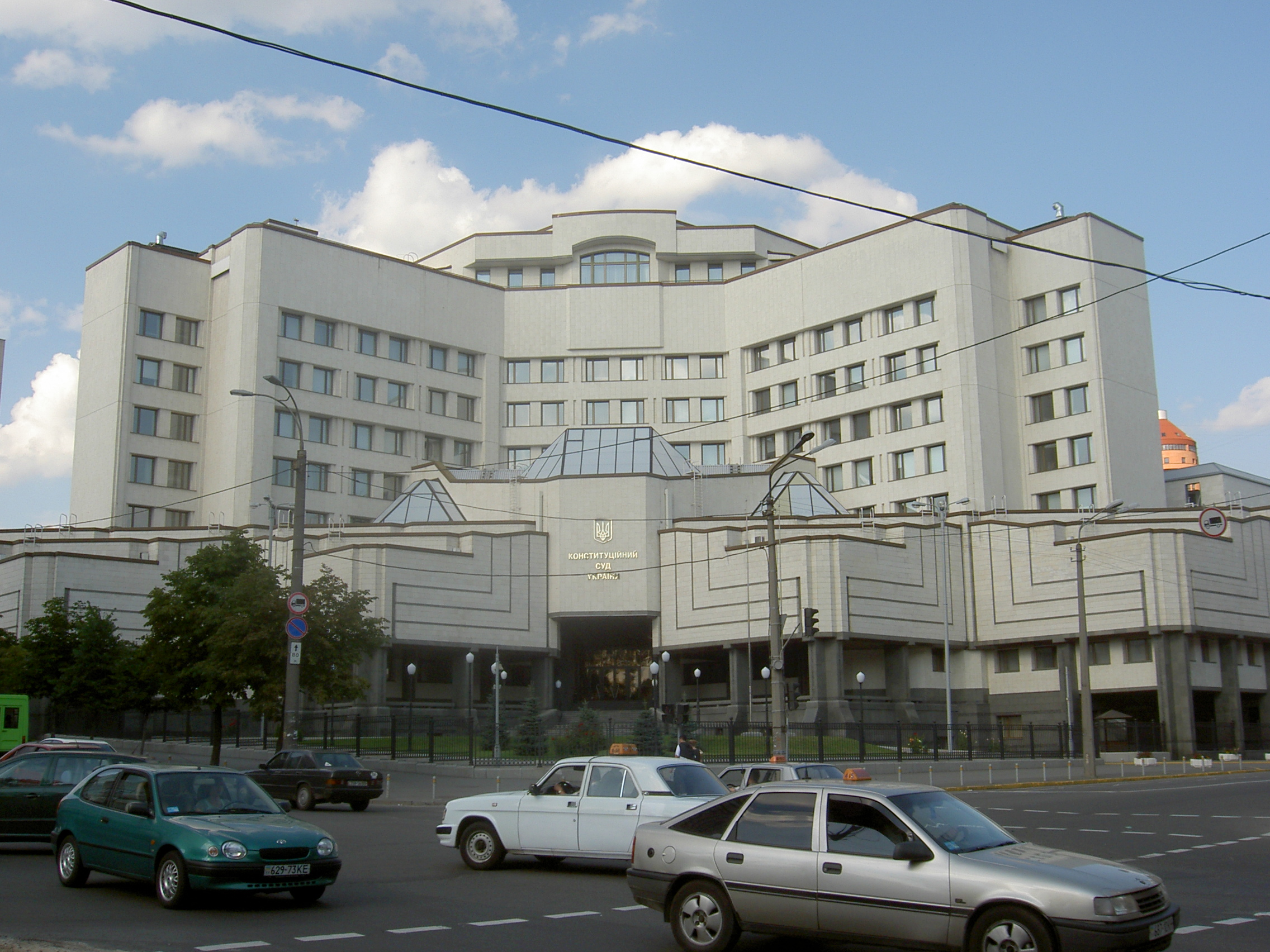
Cour constitutionnelle de l'Ukraine.

La Constitution (titre XII, art. 147-153) crée une cour constitutionnelle spécialisée chargée, a posteriori, du contrôle de la constitutionnalité des lois. Elle est l'unique organe de juridiction constitutionnelle en Ukraine (art. 147). La Cour est composée de dix-huit juges, désignés par les pouvoirs législatif, exécutif et judiciaire. Chaque pouvoir nomme, selon sa propre procédure, six juges, pour une période de neuf ans, non renouvelable. Les juges sont nommés par un décret présidentiel, contresigné par le Premier ministre et le ministre de la Justice. Le Parlement élit les juges par un vote au scrutin secret. Le pouvoir judiciaire élit les juges au Congrès des juges de l'Ukraine par un vote au scrutin secret des délégués du congrès. Tous les juges de la Cour constitutionnelle prêtent serment devant le parlement. La Cour est présidée par un président élu par les juges au cours d'une séance plénière spéciale au scrutin secret. Le président de la Cour est élu pour une période de trois ans, non renouvelable.
Les compétences de la Cour constitutionnelle sont visées à l'article 150. Elles consistent dans la vérification de la conformité à la Constitution des lois et autres actes normatifs de l'exécutif. Mais la Cour est aussi chargée de l'interprétation officielle de la Constitution et des lois lorsqu'elle est saisie par les pouvoirs publics, des citoyens et d'autres ressortissants (art. 93, 94 de la loi sur la Cour constitutionnelle). 
Enfin, en vertu de la Constitution (art. 85, 1er al., § 28, art. 151, 159) la Cour émet des avis :
- sur la conformité à la Constitution des traités internationaux en vigueur, ou des traités soumis au Parlement pour ratification ;
- sur le respect de la procédure constitutionnelle de l'instruction et de l'examen du dossier sur la révocation du président de l'Ukraine, en cas de procédure de destitution (seule la Verkhovna Rada étant habilitée à saisir la Cour pour veiller à la régularité de la destitution) ;
- sur la violation par la Rada suprême de la république autonome de Crimée de la Constitution ;
- sur la conformité des projets de loi portant modification de la Constitution aux dispositions des articles 157 et 158 de la Constitution (sur saisine de la Rada).

Une sélection de la jurisprudence de la cour (1993-2003) est publiée sur le site internet du Conseil constitutionnel français.
Les décisions contestées de la Cour, dont la dernière en date du 7 octobre 2020 invalide une grande partie de la législation anti-corruption en vigueur, ont fait l'objet de nombreuses demande d'avis à la Commission Européenne pour la Démocratie par le droit (Commission de Venise - Conseil de l'Europe), notamment en 2010, en 2017, 2019.  En décembre 2020, le président Volodymyr Zelensky, qui souhaite suspendre Oleksandre Toupytsky, président de la Cour, accusé de corruption se heurte au refus de l'institution, qui lui reproche en retour de ne pas respecter la procédure. Les experts de la Commission de Venise dénoncent une atteinte à l’indépendance de la justice.

### Le régime juridique de la Crimée
La Crimée appartient à la Russie depuis 1783. Elle est rattachée à la république socialiste soviétique d'Ukraine en 1954. Elle reste une région de l'Ukraine quand celle-ci devient indépendante en 1991. Elle dispose alors d'un statut d'autonomie garanti par la constitution de 1996 (titre X).
Le Parlement de la région autonome de Crimée organise, en mars 2014, en violation de la Constitution ukrainienne, un référendum sur le rattachement à la Russie, avec un résultat de 96,6 % de votes favorables. L'Assemblée générale de l'ONU vote, mars 2014, une résolution affirmant que « le référendum organisé en république autonome de Crimée et la ville de Sébastopol le 16 mars 2014 n'a aucune validité ». 58 États s'abstiennent et 24 ne prennent pas part au vote.

### Les réformes de la Constitution ukrainienne

#### Réforme de 2004
La réforme a été adoptée lors de la cinquième session de la Rada le 8 décembre 2004 par la loi no 2222-IV, dans le contexte de la Révolution orange. La réforme réduit les pouvoirs du président d'Ukraine au profit de la Rada et du Premier ministre. La loi transforme le système politique ukrainien d’un système présidentiel-parlementaire en un système plus parlementaire. Cette loi modifie les articles 76, 77, 78, 81-83, 85, 87, 88, 89, 90, 93, 94, 98, 103, 106, 112-115, 116, 120, 121, 122 et 141, et ajoute diverses dispositions transitoires.

#### Annulation de la réforme de 2004
La révision de 2004 est déclarée inconstitutionnelle par la Cour constitutionnelle d'Ukraine, par une décision du 30 septembre 2010, pour non-respect de la procédure de révision. Le texte de la Constitution est alors rétabli dans son libellé initial le 30 octobre 2010. Cette décision, 6 ans après le vote des amendements, génère controverses et critiques, comme celles de la Commission de Venise qui s'étonne du pouvoir de la Cour constitutionnelle et du retour à un système où le rôle du président est renforcé.

#### Réforme de 2011
En 2011, une nouvelle loi constitutionnelle fixe tous les mandats électifs (président, parlement, oblasts, maires) à cinq ans et la présidentielle est fixée au dernier dimanche du mois de mars de la dernière année du mandat présidentiel.

#### Projet de réforme de 2012
En 2012, le président Viktor Ianoukovytch désigne une assemblée constituante pour amender la Constitution. La réforme, qui devait être adoptée par la Rada, n'aboutit pas.

#### Réforme de 2014
À la suite de l'Euromaïdan et d’accords entre le Président et l'opposition, la Rada vote le retour à la Constitution de 2004, sans abroger les amendements de 2010. Le retour à la Constitution de 2004 « une des principales revendications de l'opposition afin de réduire l'importance du président dans l'exécutif » n'obtient pas l'aval du président Viktor Ianoukovytch, qui fuit Kiev, et est destitué de son mandat par le Parlement. La loi constitutionnelle est par la suite signée par le président par intérim, Oleksandr Tourtchynov.

#### Projet de réforme de 2015
Lors de la guerre du Donbass, un projet de décentralisation est proposé,. Le projet, qui suscite une forte opposition au sein du Parlement et du pays, n'est pas votée.

#### Réforme de 2016
La constitution est  amendée le 2 juin 2016. Les amendements réforment le système judiciaire ukrainien et introduisent des mesures anticorruption. L'indépendance de la justice est renforcée, les attributions du procureur général sont réduites et désormais tout citoyen peut saisir la Cour constitutionnelle s'il estime que la constitution a été violée.

#### Réforme de 2019
La modification du 7 février 2019, par une loi no 2680-VIII, inscrit dans la Constitution (art. 85-5) la « réalisation de l'objectif stratégique de l'État d'une adhésion à part entière de l'Ukraine à l'Union européenne et à l'Organisation du Traité de l'Atlantique Nord »,.

## La Constitution et l'invasion par la Russie

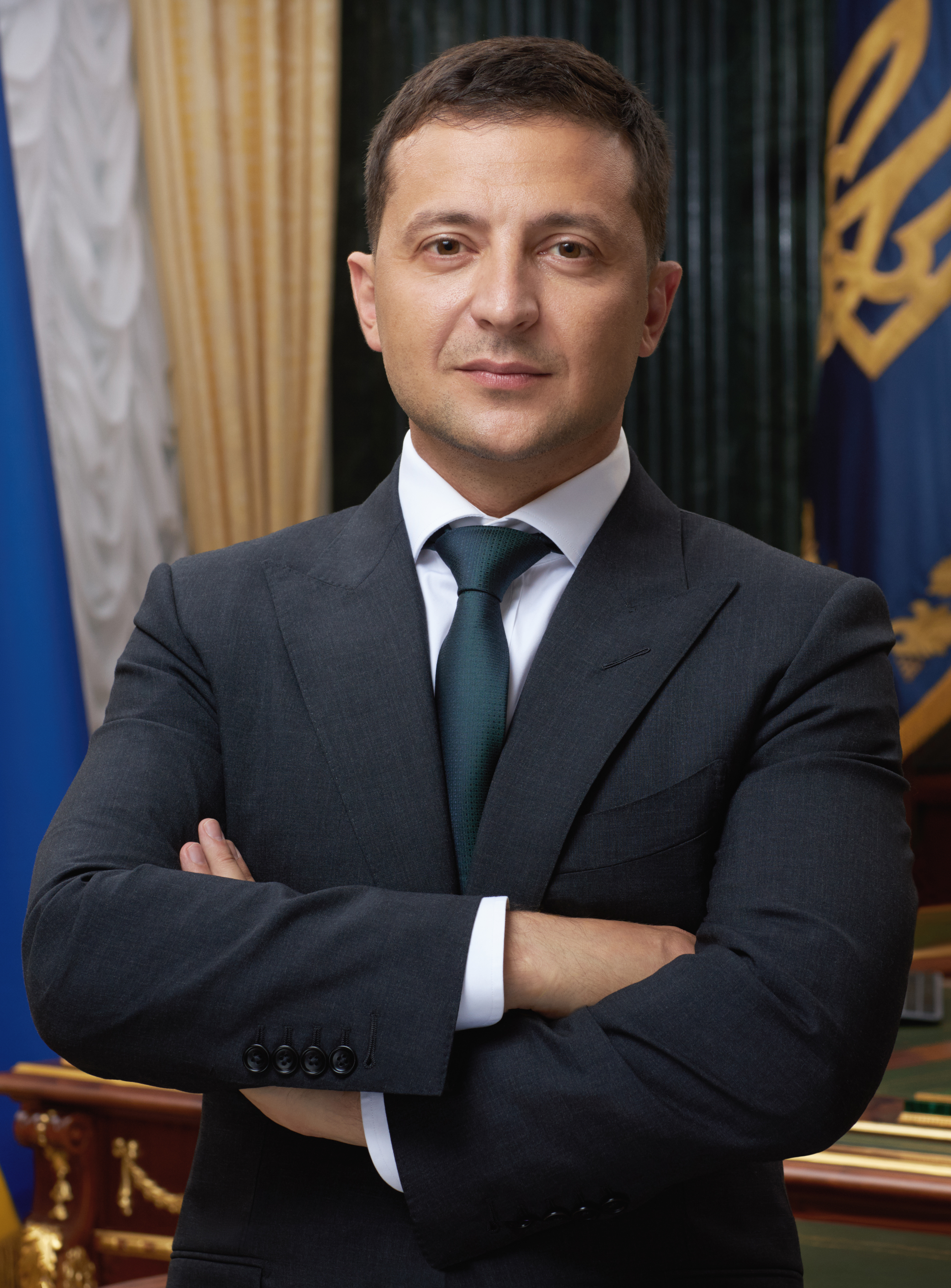
Volodymyr Zelensky, portrait officiel.

### Rôle du Président durant la guerre
Lors de l'invasion de son pays, le président de la république, Volodymyr Zelensky, refuse de quitter son pays et dirige, comme chef de guerre, les opérations de résistance. En application de l'article 102 de la Constitution, il est « le garant de la souveraineté et de l'intégrité territoriale de l'Ukraine ». Selon l'article 106-1, il « assure l'indépendance, la sécurité nationale [...] de l'État ». Il est « le commandant en chef des forces armées de l'Ukraine » (106-17) et « dirige le Conseil de défense et de sécurité nationales » (106-18). C'est lui qui « décide d'utiliser les forces armées de l'Ukraine en cas d'agression armée contre l'Ukraine » (106-19). Il « décide, conformément à la loi, de la mobilisation générale ou partielle et de l'application de la loi martiale, dans toute l'Ukraine ou dans certaines zones particulières, en cas de menace d'agression ou de danger pour l'indépendance de l'Ukraine » (106-20) et « décide, en cas de nécessité, d'appliquer l'état d'urgence dans toute l'Ukraine ou dans certaines zones particulières [...] avec confirmation ultérieure de ces décisions par la Rada suprême » (106-21). Il « préside le Conseil national de sécurité et de défense de l'Ukraine » qui l'assiste dans ces fonctions (107).

### Statut des oblasts annexés
En septembre 2022 la Russie fait adopter par référendum l'annexion des quatre oblasts de l'Est ukrainien de Louhansk, Donetsk, Zaporojie et Kherson, alors même que les combats s'y poursuivent et que la Russie ne les controle que partiellement.  
Le 12 octobre 2022, l’Assemblée générale de Nations unies condamne les « référendums illégaux » dans des régions situées à l’intérieur des frontières internationalement reconnues de l’Ukraine, ainsi que la tentative d’annexion illégale. 
Le régime juridiques de ces oblasts au regard de la Constitution ukrainienne reste inchangé : l'article 2 du texte dispose que « la souveraineté de l'Ukraine s'étend sur tout son territoire. L'Ukraine est un État unitaire. Le territoire de l'Ukraine, dans ses frontières actuelles, est indivisible et inviolable ». L'article 133 vise la république autonome de Crimée, ainsi que, parmi d'autres, les régions de Donetsk, Zaporojie, Louhansk et  Kherson comme partie intégrante de l'Ukraine. 